# 周邊元件互連特別興趣小組
周邊元件互連特別興趣小組（英語：Peripheral Component Interconnect Special Interest Group），是一個負責訂定PCI、PCI-X和PCI Express電腦匯流排規格的電子工業聯盟。PCI-SIG不同於有著相似名稱的PICMG（PCI工業電腦製造小組）。
PCI特別興趣小組成立於1992年，初期是以相容性計劃的形式幫助製造商實現英特爾所制定的規格，於2000年時轉變為非營利組織，並正式命名為“PCI-SIG”。加入PCI-SIG的會員公司超過800家，各自遵循PCI-SIG所訂定的規格，研發功能有異但可相互操作溝通的產品。PCI-SIG已經訂定的規格有PCI、PCI-X與PCI Express。
PCI-SIG現任董事會董事成員是來自英特爾（Intel）、戴尔（Dell）、超微半導體（AMD）、高通（Qualcomm）、惠普（HP）、新思科技（Synopsys）、安捷倫（Agilent Technologies）與英偉達（NVIDIA）的公司代表。
PCI-SIG的主席與總裁是來自IBM公司的工程師：Al Yanes。執行董事是VTM Group的總裁：Reen Presnell。
PCI-SIG免費提供組織會員下載其所訂定的規格。非會員可以購買紙本規格書，價格介於美金1000至3500元間，或是以美金5000元來取得內含該組織訂定的所有規格書CD。

## 外部連結
- （英文）PCI-SIG（页面存档备份，存于）
  - （英文）PCI-SIG Board of Directors（页面存档备份，存于）